# 結合長
分子構造において、結合長（けつごうちょう、Bond length）または結合距離 (Bond distance) は、分子内の2つの原子の間の平均距離である。

## 概要
結合長は結合次数と関連しており、結合の形成に参加する電子が多くなるほど結合は短くなる。また結合長は、結合強さ及び結合解離エネルギーと逆相関の関係にあり、結合が強くなるほど結合長は短くなる。2つの同じ原子の間の結合長の半分は、共有結合半径と等しい。
結合長は、X線回折を用いて固相で測定されるか、回転分光法を用いて気相で見積もられる。結合を共有する2つの原子の組は、分子ごとに異なる。例えば、メタン中の炭素-水素結合の長さは、クロロメタン中の長さとは異なる。しかし、全体構造が同じ場合は、一般化することが可能である。

## 炭素と他の元素の結合長
下表は、実験的に求めた炭素と他の元素の間の単結合の長さである。単位は、pmである。2つの異なる原子の間の結合長は、それぞれの共有結合半径の和で近似できる。一般的な傾向として、結合長は、周期表の周期が大きくなるほど長くなり、族が大きくなるほど短くなる。この傾向は、原子半径と同じである。
| 元素 | 結合長 (pm) | 族     |
| ---- | ----------- | ------ |
| H    | 106 - 112   | 第1族  |
| Be   | 193         | 第2族  |
| Mg   | 207         | 第2族  |
| B    | 156         | 第13族 |
| Al   | 224         | 第13族 |
| In   | 216         | 第13族 |
| C    | 120 - 154   | 第14族 |
| Si   | 186         | 第14族 |
| Sn   | 214         | 第14族 |
| Pb   | 229         | 第14族 |
| N    | 147 - 210   | 第15族 |
| P    | 187         | 第15族 |
| As   | 198         | 第15族 |
| Sb   | 220         | 第15族 |
| Bi   | 230         | 第15族 |
| O    | 143 - 215   | 第16族 |
| S    | 181 - 255   | 第16族 |
| Cr   | 192         | 第6族  |
| Se   | 198 - 271   | 第16族 |
| Te   | 205         | 第16族 |
| Mo   | 208         | 第6族  |
| W    | 206         | 第6族  |
| F    | 134         | 第17族 |
| Cl   | 176         | 第17族 |
| Br   | 193         | 第17族 |
| I    | 213         | 第17族 |

## 有機化合物中の結合長
分子中の2つの原子の間の実際の結合長は、混成軌道や置換基の性質によって異なる。ダイヤモンド中の炭素-炭素結合の長さは154 pmで、通常の炭素の共有結合としては最も長い。
異常に長い結合長というのも存在する。その1つはトリシクロブタベンゼンで、結合長は160 pmにもなることが報告されている。さらにX線回折により、別のシクロブタベンゼンで174 pmというのが現在の最長記録である。
2つのテトラシアノエチレンジアニオン二量体の中に290 pmにも及ぶ非常に長いC-C結合が存在すると主張されているが、これは2電子4中心結合である。この型の結合は、中性のフェナレン二量体でも見られる。これらの結合は「パンケーキ結合」と呼ばれ、長さは305 pmにもなる。
平均的な炭素-炭素結合よりも短い結合も見られ、アルケンやアルキンではσ結合のs軌道成分が増えるため、結合長はそれぞれ、133 pm、120 pmとなる。ベンゼンでは、全ての結合が同じ結合長を持ち、139 pmである。s軌道成分の大きい炭素-炭素単結合としては、ジアセチレンの中央の結合(137 pm)やある種のテトラヘドラン二量体の中央の結合(144 pm)も顕著である。
プロパンニトリルでは、電子を欠いたシアノ基が結合長を短くする(144 pm)。歪みによってもC-C結合長は短くなる。In-メチルシクロファンと呼ばれる有機化合物では、トリプチセンとフェニル基の間の結合が147 pmと短くなる。In silicoの実験により、フラーレンに閉じ込められたネオペンタンは、結合長が136 pmと推定された The smallest theoretical CC single bond obtained in this study is 131 pm for a hypothetical tetrahedrane derivative.。この研究で、理論的に最短のCC結合は、仮想的なテトラヘドラン誘導体の131 pmである。
同じ研究で、エタンのCC結合を5 pm伸縮するのに、それぞれ2.8、3.5 kJ/molのエネルギーが必要であると推定された。また、同じ結合を15 pm伸縮するには、それぞれ21.9、37.7 kJ/mol必要であると推定された。
| C–H   | 長さ (pm) | C–C     | 長さ (pm) | 多重結合 | 長さ (pm) |
| ----- | --------- | ------- | --------- | -------- | --------- |
| sp3–H | 110       | sp3–sp3 | 154       | ベンゼン | 140       |
| sp2–H | 109       | sp3–sp2 | 150       | アルケン | 134       |
| sp–H  | 108       | sp2–sp2 | 147       | アルキン | 120       |
|       |           | sp3–sp  | 146       | アレン   | 130       |
|       |           | sp2–sp  | 143       |          |           |
|       |           | sp–sp   | 137       |          |           |